# Bleiburg (grad)
Bleiburg (sloven. Pliberk) je grad u Austriji koji se nalazi u saveznoj državi Koruškoj blizu granice sa Slovenijom. Prema popisu iz 2001. ima 4083 stanovnika. 
Ime Bleiburg zahvaljuje nekadašnjim rudniku olova (njem. blei).
U mjestu živi oko 30 posto Koruških Slovenaca. 
Grad je poznat po ratnom zločinu koji se odigrao nedaleko od tog grada. U tom masakru pred kraj 2. svjetskog rata Titovi partizani počinili su masovna ubojstva. Stradali su mnogi Hrvati.

## Vanjske poveznice
- Bleiburg Hrvatska enciklopedija